# Heinrich Ludwig Philippi

Heinrich Ludwig Philippi, 1865

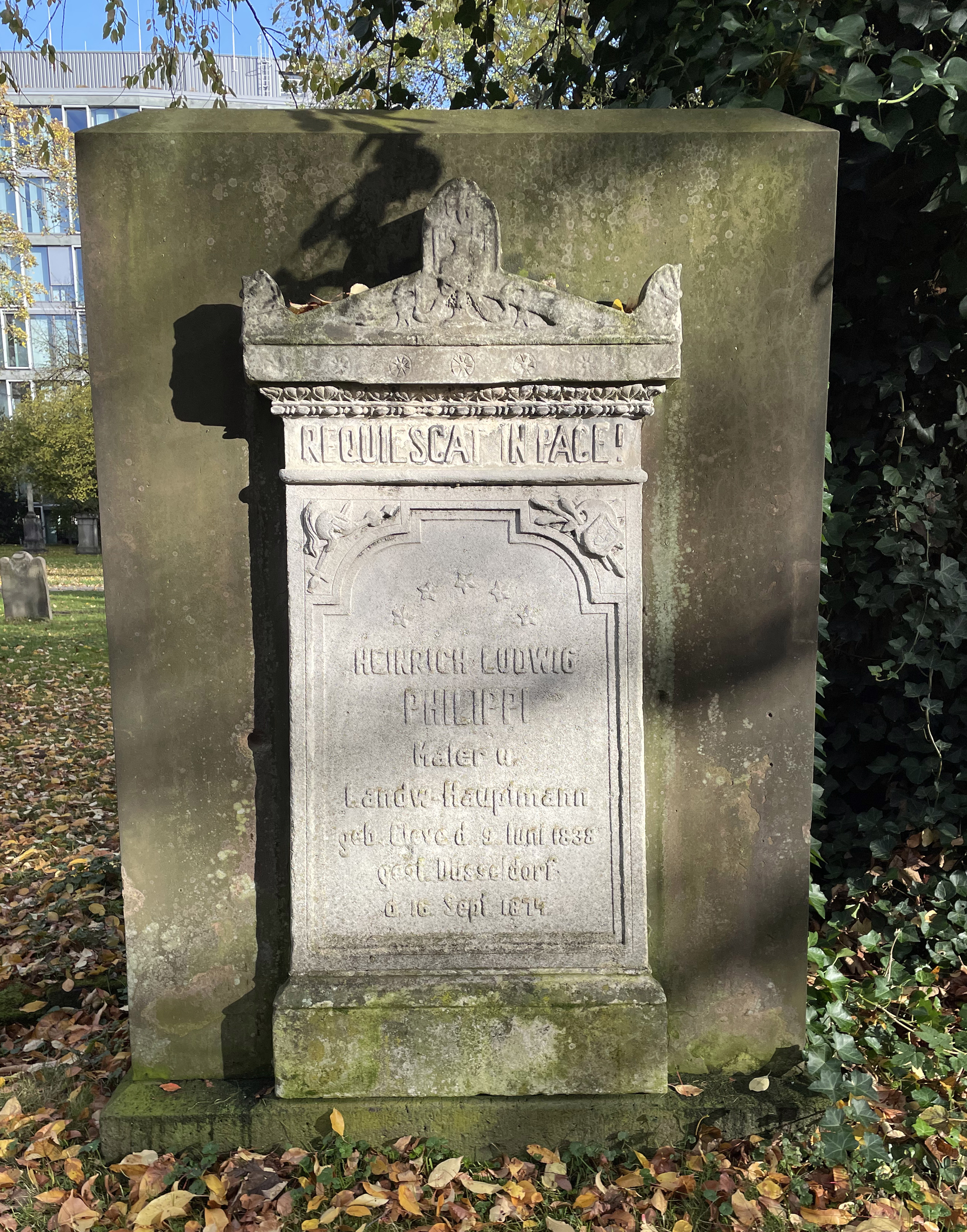
Grabstätte auf dem Golzheimer Friedhof, 2024

Heinrich Ludwig Philippi (* 9. Juni 1838 in Kleve; † 16. September 1874 in Düsseldorf) war ein deutscher Kunst- und Historienmaler der Düsseldorfer Malerschule.

## Leben
Nach dem Abitur 1857 in Elberfeld unternahm er – schon mit dem klaren Willen, Maler zu werden – eine Studienreise nach Berlin, Frankfurt und Dresden. Der dortige Akademiedirektor Eduard Bendemann, mit dem er weitläufig verwandt war (Kousin seiner Tante Ella Friedländer), ermunterte ihn, nach Düsseldorf zu gehen. Hier studierte er ab Mai 1857 an der Kunstakademie Düsseldorf bei Wilhelm Sohn, einem Neffen des Malers Karl Ferdinand Sohn, und bei Adolph Schroedter Malerei, besuchte auch die Bauklasse bei Rudolf Wiegmann und kunsthistorische Vorlesungen in der Antikenklasse bei Carl Müller. In München studierte er bei Carl Theodor von Piloty sowie 1865/66 selbstständig in Rom, wo er gemeinsam mit Anselm Feuerbach arbeitete. Seine künstlerische Ausbildung wurde immer wieder durch Einberufungen unterbrochen (1859). 1866 wurde er aus Rom zurückgerufen.
Am 9. Juli 1866 wurde er in der Schlacht bei Königgrätz verwundet, aber so leicht, dass er noch vor Schluss des Krieges in Mähren wieder zum Regiment stoßen konnte. Aus dieser Zeit stammen zahlreiche Skizzenbücher. 1870/71 wurde er als Hauptmann der Landwehr wieder eingezogen und im Gefangenenlager in Wesel verwundet. Nach längerer, schwerer Krankheit (Tuberkulose) starb er 1874 in Düsseldorf und wurde auf dem Golzheimer Friedhof beerdigt.

## Familie
Philippi war ein Sohn des Landgerichtspräsidenten Johann Friedrich Hector Philippi aus Elberfeld. Nach einer vom Vater verbotenen Verlobung („weil er noch keinen Standpunkt in der Kunst erreicht hat, der ihm gestattet sich zu binden“) mit Marie Bendemann, der Tochter des Akademiedirektors Eduard Bendemann und Nichte Wilhelm von Schadows, heiratete er 1868 Elisabeth Jordan (1849–1923), Nichte des Malers Rudolf Jordan. Die Ehe blieb kinderlos. Sein jüngerer Bruder war der Archivdirektor in Münster, Friedrich Philippi.

## Werke

Historienbilder
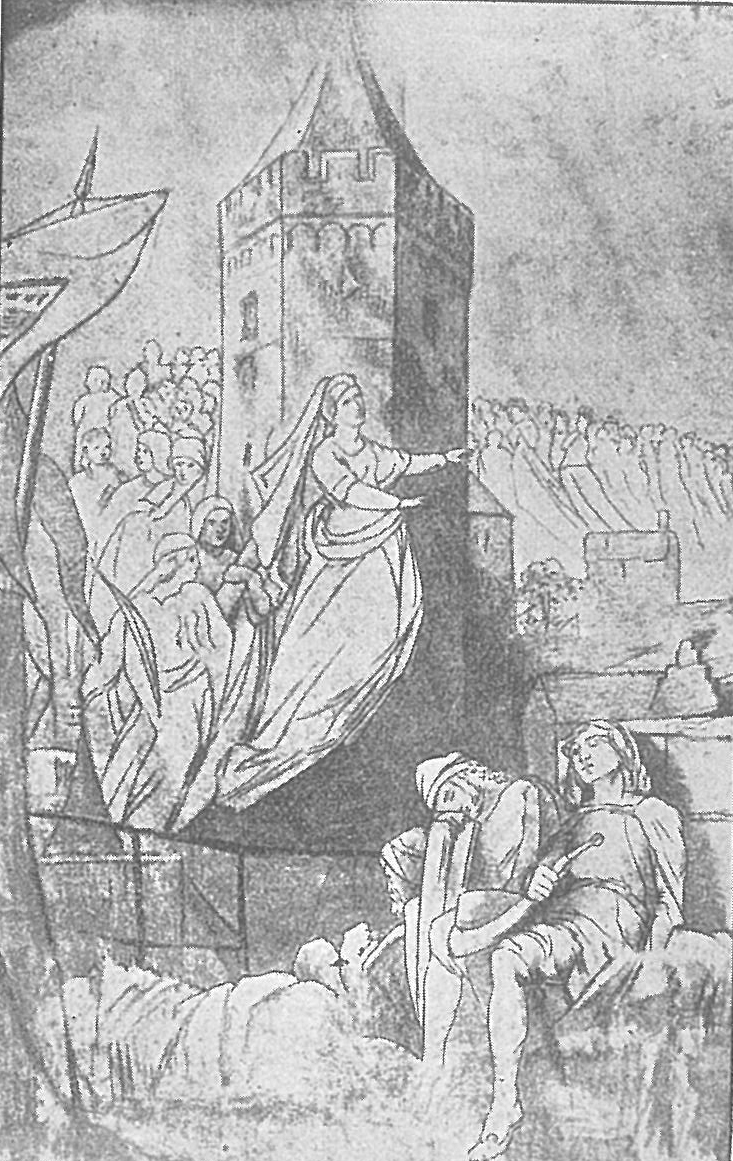
Die heilige Ursula entschwebt mit 11000 Jungfrauen den Mauern Kölns
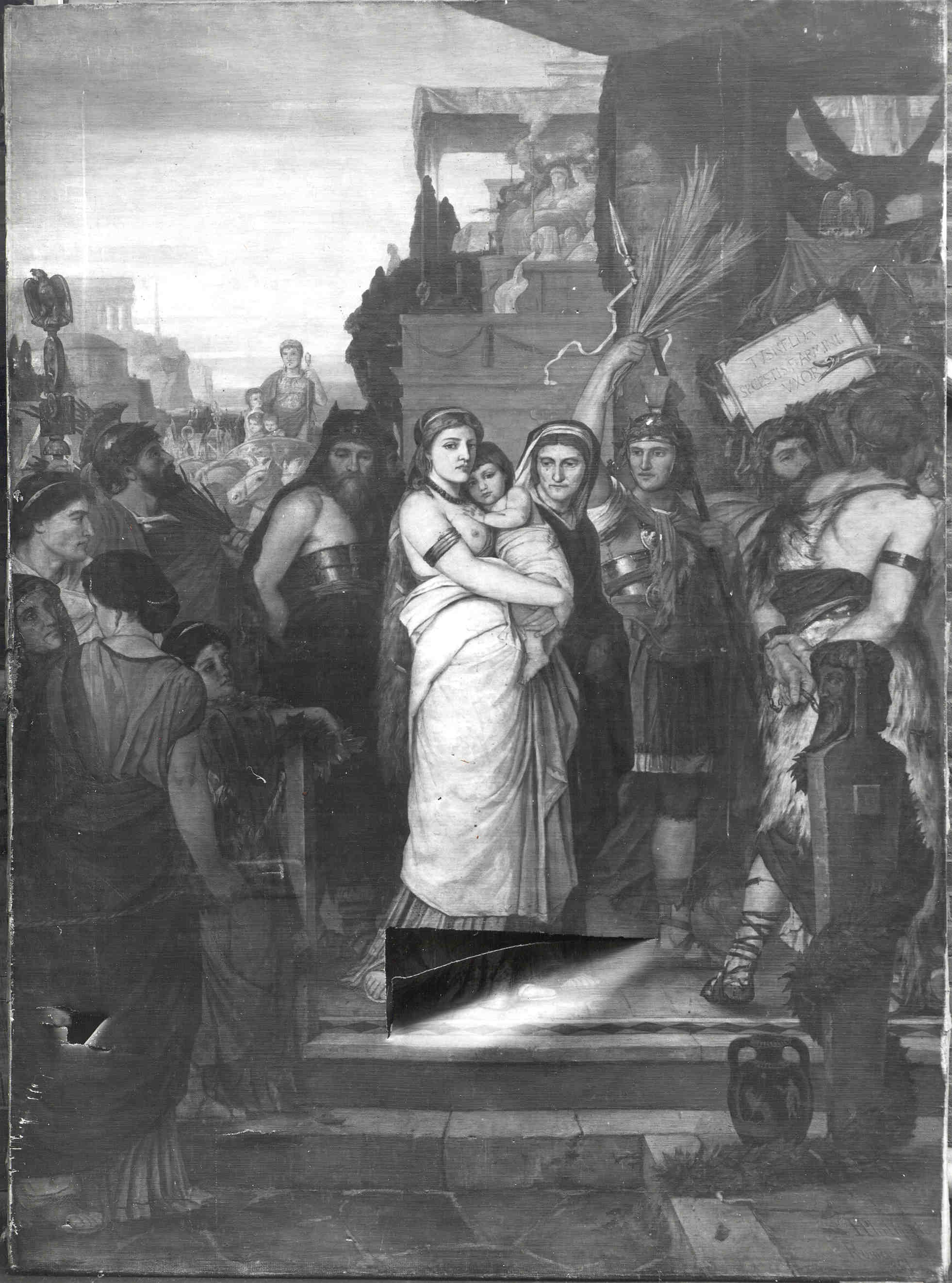
Thusnelda im Triumphzug des Germanicus, 1867 – Wallraf-Richartz-Museum in Köln, 250 × 189 cm
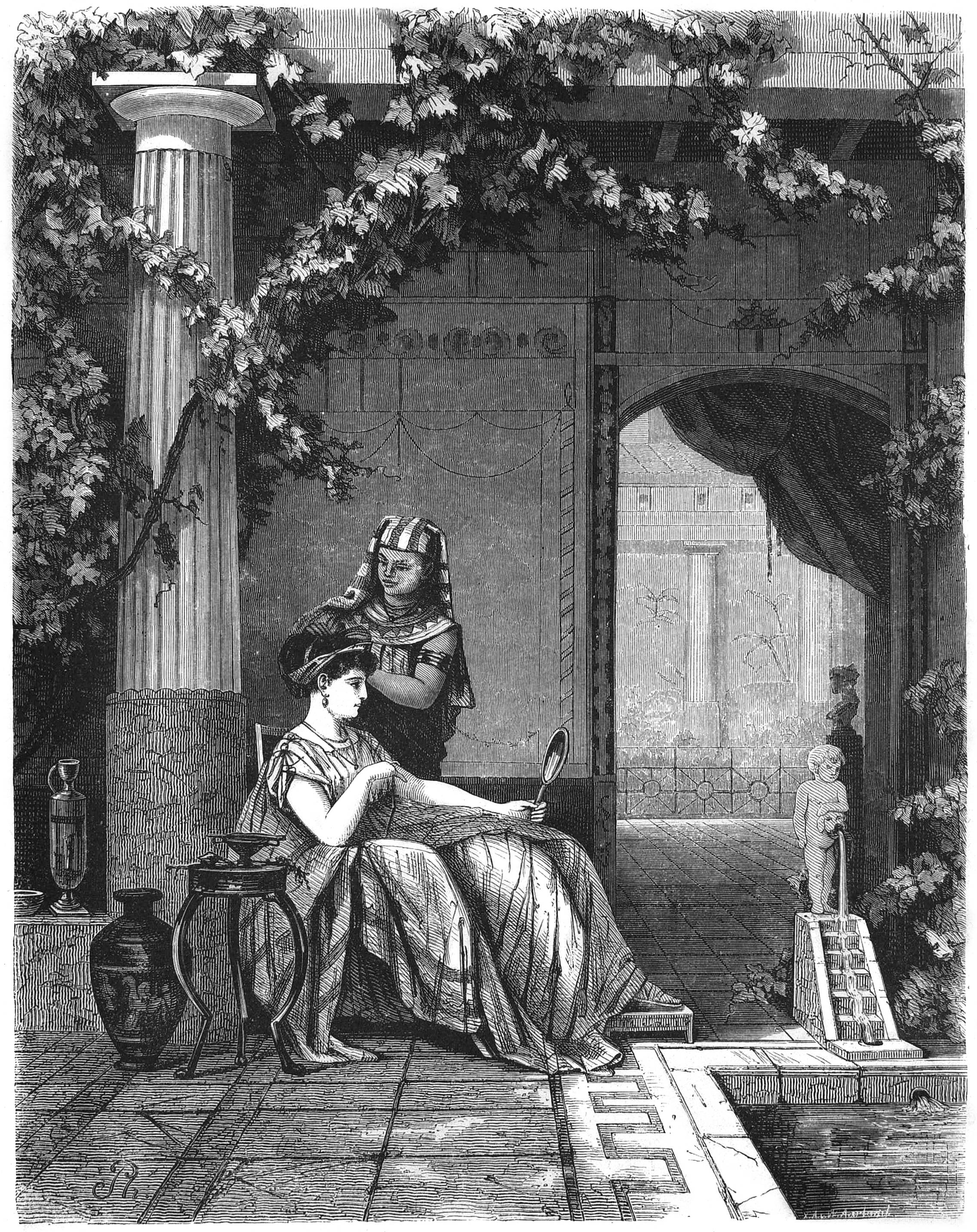
Im Toilettenzimmer einer Pompejanerin – Illustration aus der Zeitschrift Die Gartenlaube, 1870
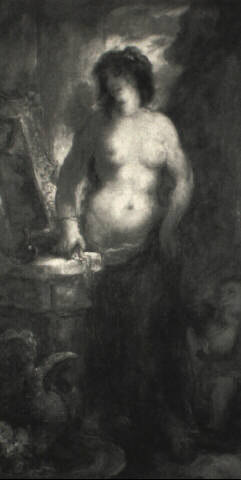
Die heilige Venus, Privatbesitz
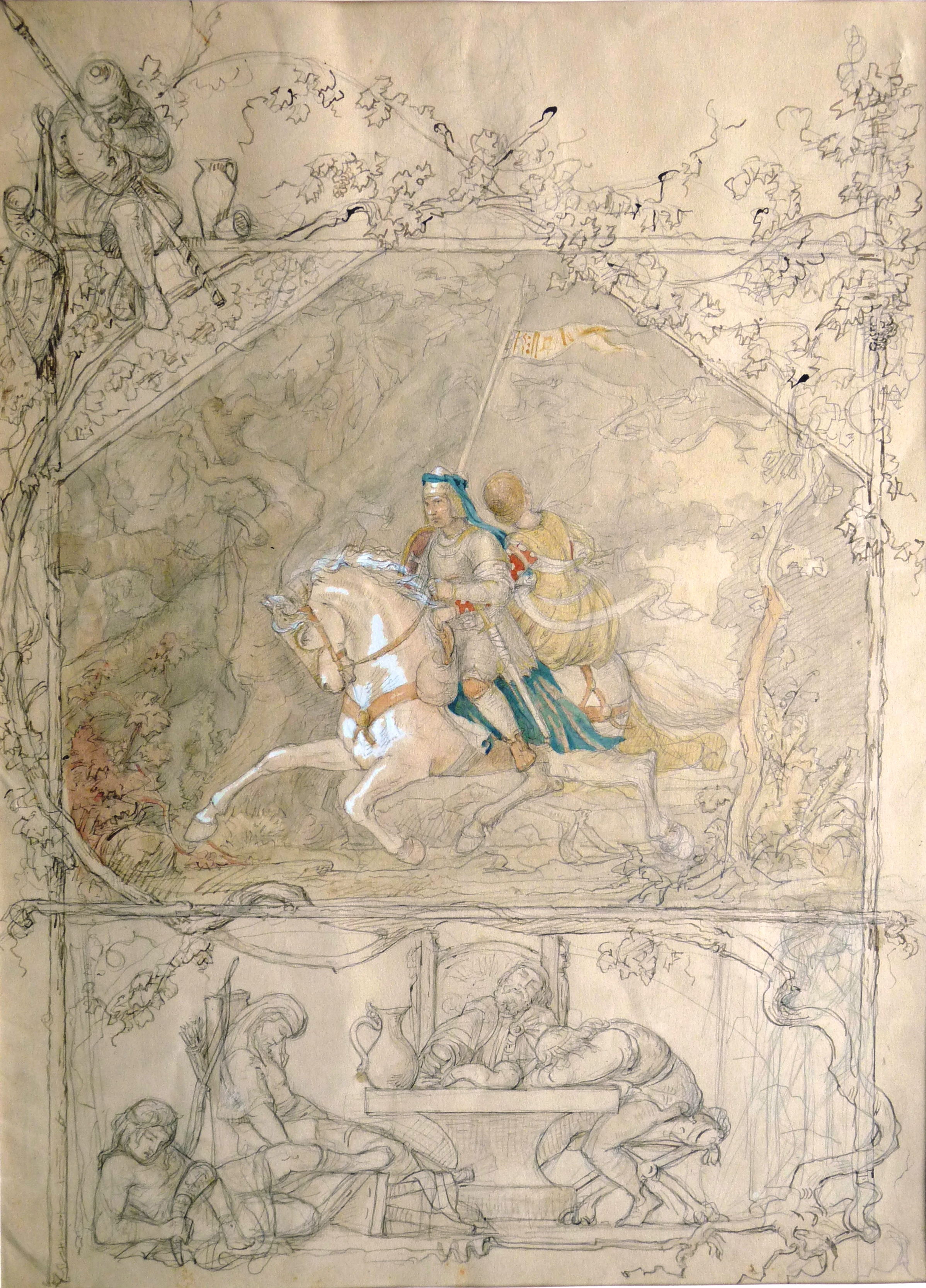
Entwurf für die Bebilderung des Walthariliedes, Privatbesitz
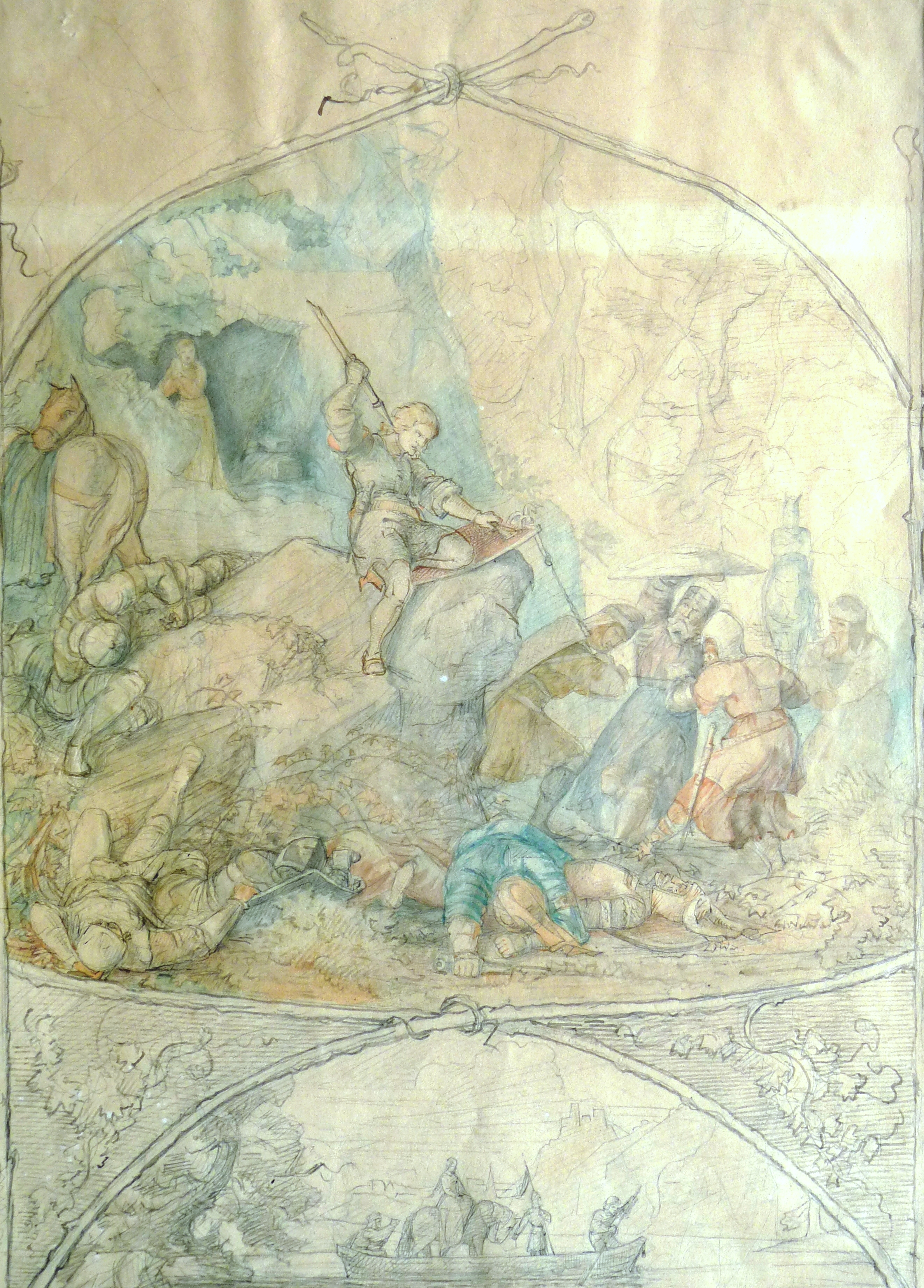
Entwurf für die Bebilderung des Walthariliedes, Privatbesitz

Aquarelle und Gouachen
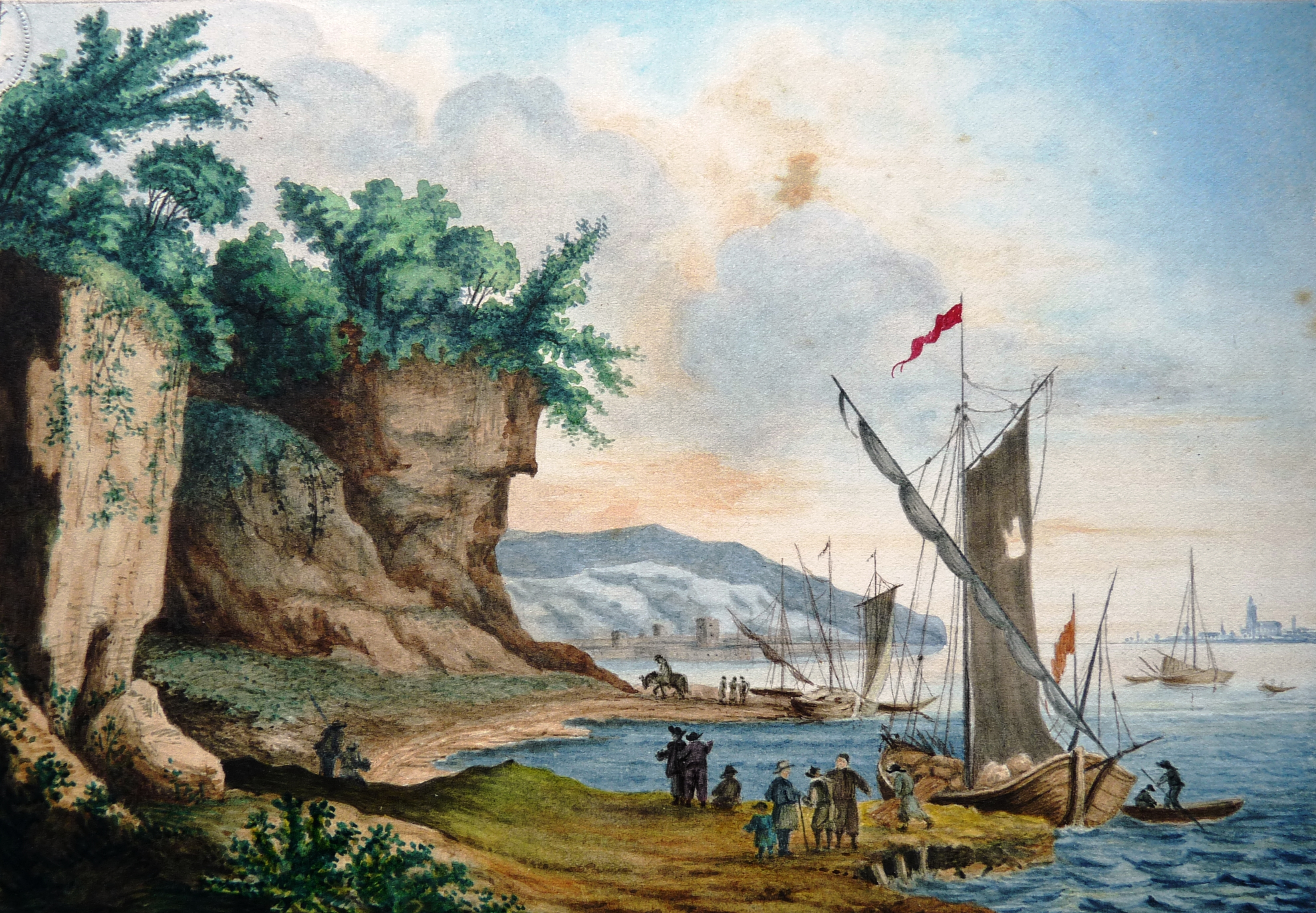
Skizze An der Quelle, um 1862
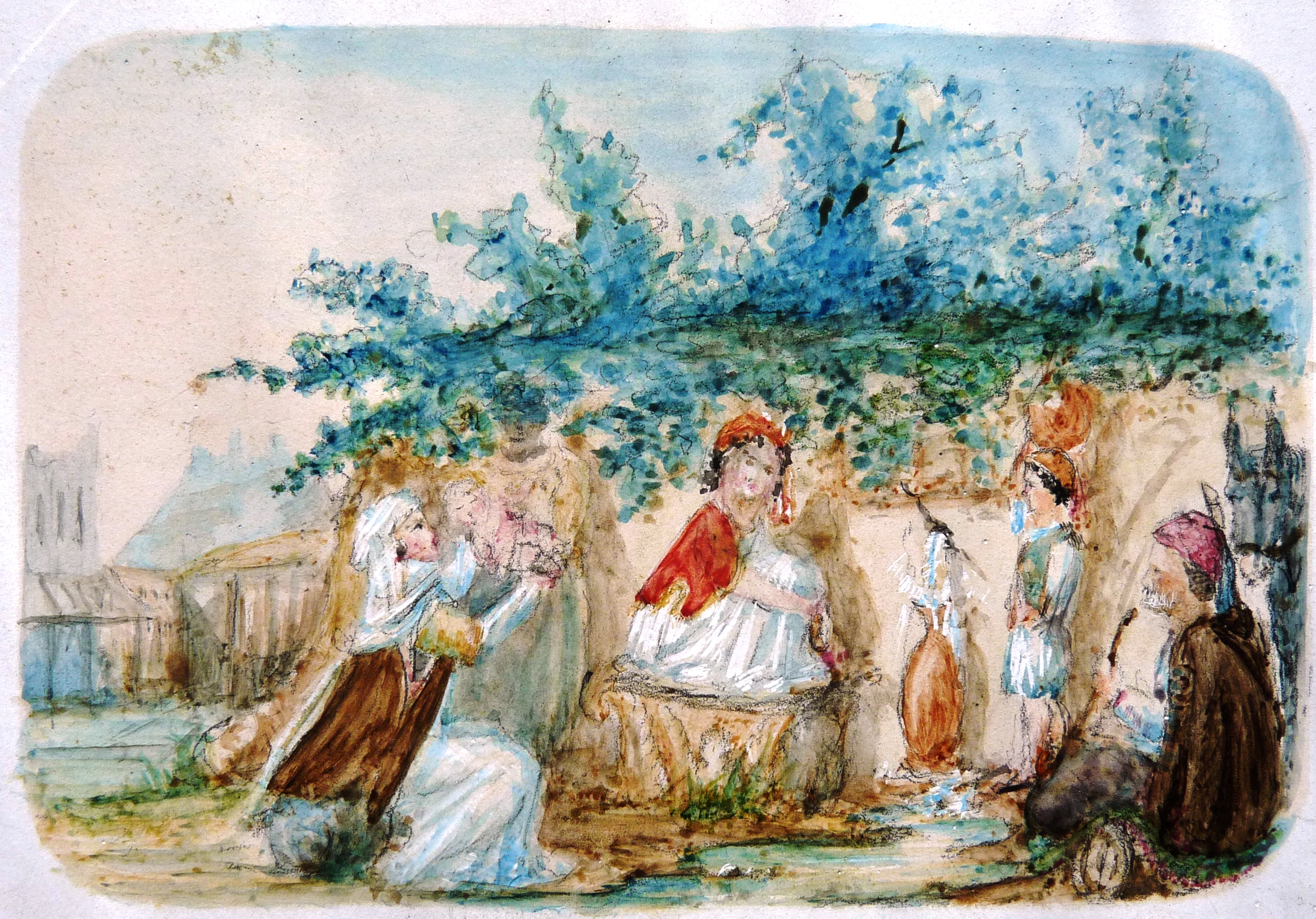
Skizze Rheinschiffahrt, um 1862
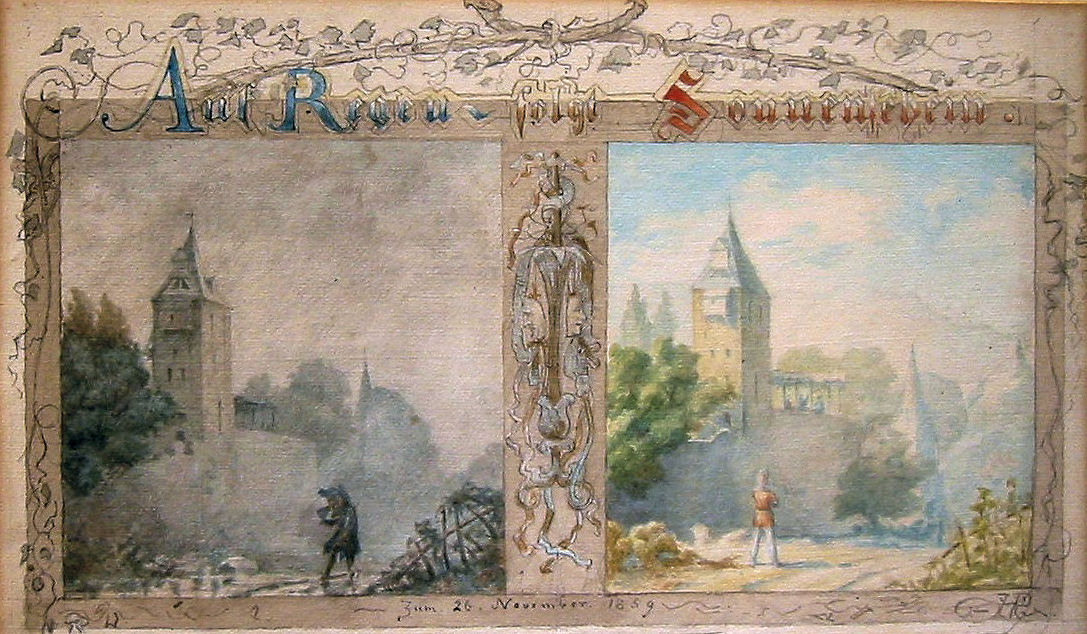
Auf Regen folgt Sonnenschein, 1859
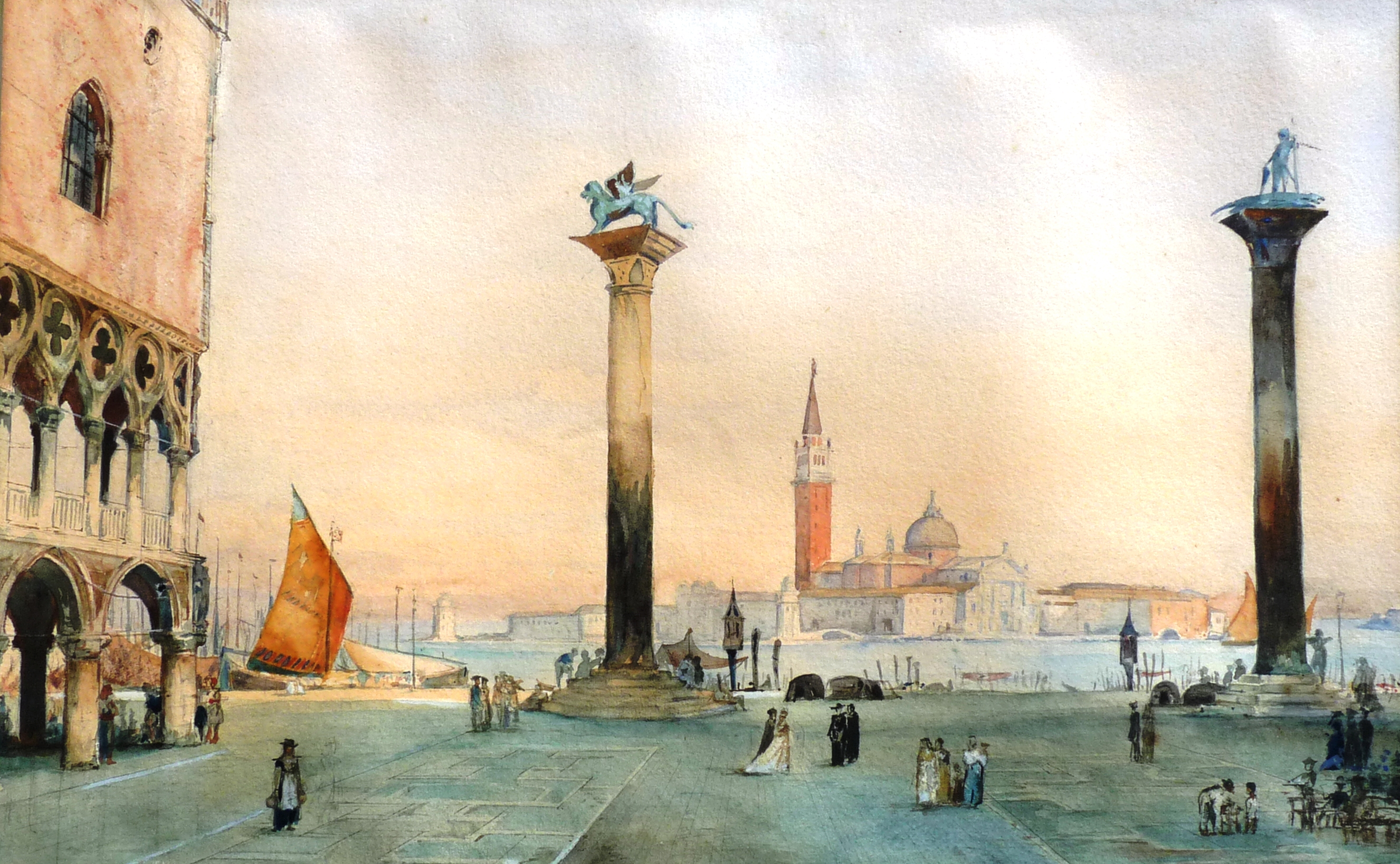
Venedig Markusplatz, 1864

Weitere Arbeiten:
- Flucht aus brennendem Schlosse zur Zeit des Burenkrieges